# Gefell (Eifel)
Gefell ist eine Ortsgemeinde im Landkreis Vulkaneifel in Rheinland-Pfalz. Sie gehört der Verbandsgemeinde Daun an. 

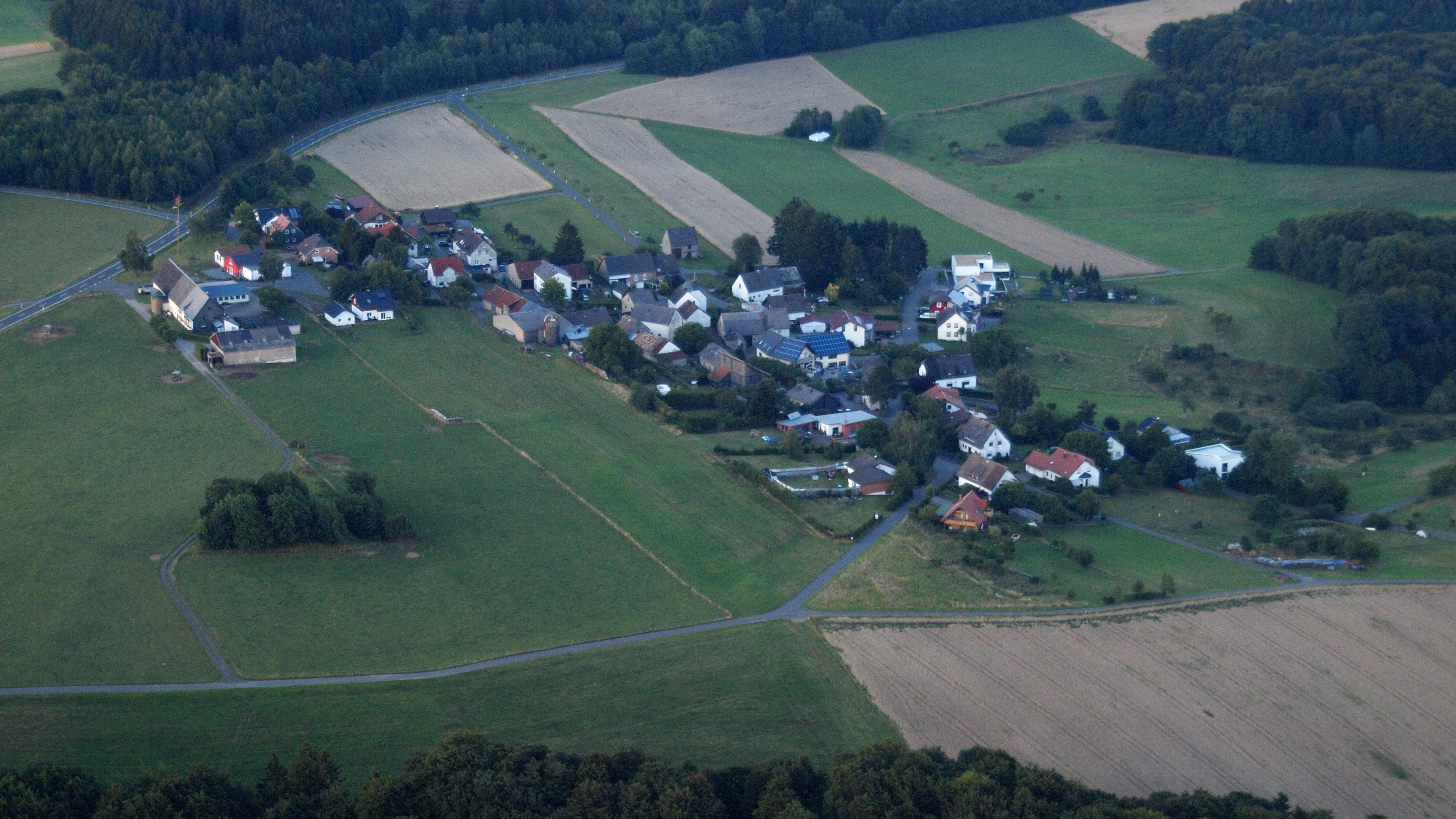
Gefell (Eifel), Luftaufnahme (2015)

## Geschichte
1563 umfasste Gefell sieben, 1684 vier Feuerstellen. Landesherrlich gehörte die Ortschaft bis Ende des 18. Jahrhunderts zum Kurfürstentum Trier und unterstand als Teil der Zent Sarmersbach im Hochgericht Daun der Verwaltung des Amtes Daun.
Bevölkerungsentwicklung
Die Entwicklung der Einwohnerzahl von Gefell, die Werte von 1871 bis 1987 beruhen auf Volkszählungen:
| Jahr | Einwohner |
| 1815 | 45        |
| 1835 | 60        |
| 1871 | 66        |
| 1905 | 67        |
| 1939 | 101       |
| 1950 | 90        |

| Jahr | Einwohner |
| 1961 | 88        |
| 1970 | 98        |
| 1987 | 91        |
| 1997 | 83        |
| 2005 | 95        |
| 2023 | 84        |

## Politik

### Bürgermeister
Die Wahl des Ortsbürgermeisters erfolgt durch den Rat.
Alfred Gundert war von 1994 bis 2024 Ortsbürgermeister von Gefell.

### Wappen
| Wappen von Gefell (Eifel) | Blasonierung: „Von Grün und Silber geviert; 1) eine silberne Zange; 2) ein rotes Balkenkreuz; 3) ein schwarzes Balkenkreuz; 4) ein silberner Turm.“ |
| Wappen von Gefell (Eifel) | Wappenbegründung: Das Wappen ist von Grün und Silber geviert. In den grünen Vierteln eine silberne Zange, welche als Symbol für die heilige Apollonia steht, welche in der kleinen Kapelle des Ortes neben der heiligen Barbara verehrt wird und ein silberner Turm, welcher das Attribut der Schutzpatronin des Ortes, der heiligen Barbara ist. Das rote Kreuz auf silbernem Grund deutet darauf hin, dass Gefell von 1357 bis zum Ende des 18. Jahrhunderts unter Herrschaft des Kurfürstentums Trier stand und das schwarze Kreuz macht deutlich, dass Gefell bis 1804 kirchlich zur Erzdiözese Köln gehörte. |

## Religion
Die Bürger von Gefell sind zu ca. 90 % römisch-katholisch und gehören zur katholischen Pfarrei St. Hubertus Beinhausen mit der Pfarrkirche Hilgerath. Ein Fußmarsch über mehrere Kilometer war in früherer Zeit für die Gefeller Bürger selbstverständlich, um in großer Zahl an den Gottesdiensten in Hilgerath teilzunehmen.